# Матвеиха (Черкасская область)
Матвеиха (укр. Матвіїха) — село в Уманском районе Черкасской области Украины.
Население по переписи 2001 года составляло 476 человек. Почтовый индекс — 19143. Телефонный код — 4746.

## Местный совет
19142, Черкасская обл., Монастырищенский р-н, с. Леськово, ул. Ленина, 14